# 1360년대
1360년대는 1360년부터 1369년까지를 가리킨다.